# Hybride Speichersysteme
Dieser Artikel befindet sich derzeit in der Qualitätssicherung im WikiProjekt Elektrotechnik des Portal Elektrotechnik. Wenn du dich mit dem Thema auskennst, bist du herzlich eingeladen, dich an der Prüfung und möglichen Verbesserung des Artikels zu beteiligen. Der Meinungsaustausch dazu ist in der Diskussion (Artikel „Hybride Speichersysteme“ eintragen) zu finden.
Unter hybriden Speichersystemen versteht man eine Kombination verschiedener Energiespeicher-Verfahren mit dem Ziel, deren Stärken zu verbinden. Da viele Speicher entweder auf Energie oder Leistung optimiert sind, ist es wünschenswert beide Eigenschaften zu vereinen. So benötigt man zum Beispiel für ein Elektrofahrzeug eine große Energie (= höhere Reichweite) und eine hohe Leistung (= bessere Beschleunigung).

## Eigenschaften von elektrochemischen und elektrostatischen Speichern
Mit elektrochemischen Speichern (Akkumulatoren) ist nur eine geringe Zyklenzahl (ca. 500–1500), jedoch eine große Energiedichte und eine geringe Selbstentladung möglich. Im Gegensatz dazu sind mit elektrostatischen Speichern (Kondensatoren) hohe Zyklenzahlen (< 10.000) und große Leistungen möglich. Allerdings ist die Energiedichte geringer und die Selbstentladung hoch. Ziel ist, die Vorteile beider Technologien zu vereinen. Dies ist entweder durch eine integrierte Kombination oder durch eine äußere Kopplung über Klemmen oder Kontaktierung möglich.

## Blei-DSK-Hybride
Hierbei handelt es sich um eine Kombination aus Bleiakkumulator und Doppelschichtkondensator (DSK). Die Vorteile sind eine viermal höhere Zyklenzahl als bei der Bleibatterie, ein geringerer Preis als z. B. Nickel-Metallhydrid-Akkumulatoren, eine viermal schnellere Ladung als bei einem konventionellen Blei-Akkumulator, keine Sicherheitsprobleme, ein hoher Temperaturbereich (beginnend bei −50 °C) und ein einfaches Recycling.
Die Firma CSIRO hat als Ansatz eine negative Elektrode, bestehend aus 50 % Blei und 50 % Aktivkohle. Die Energiedichte ist hier etwas schlechter als bei dem Bleiakkumulator und die Leistungsdichte etwas schlechter als beim DSK. Derzeit  wird dieses Verfahren im Honda Insight Hybrid über 160.000 km Laufleistung getestet. Eine Produktion wird gerade aufgebaut.
Jedoch kann es vor allem in Europa zu Problemen kommen, da Blei nicht mehr verwendet werden darf. Einzige Ausnahme: Die Starterbatterie eines Kraftfahrzeuges.

## Lithium-DSK-Hybride
Diese Technik ist gerade in der Forschung. Produktreife wird in frühestens einigen Jahren erwartet. Die Idee ist, hochporöse DSK-Elektrodenmaterialien mit einer möglichst großen Oberfläche zu erzeugen, welche anschließend mit einer dünnen (ca. 100 nm dick) elektrochemisch aktiven Schicht überzogen werden. Als Kollektormaterial wird bevorzugt nanostrukturiertes Metall (z. B. Nickel) und als aktives Oxid genutzt, z. B. Mangandioxid (MnO2) oder Lithiummanganat (LiMn2O4).

## Äußere Kopplung
Eine Kopplung ist am besten über ein leistungselektronisches Stellglied möglich. Nutzt man nur ein Stellglied, ordnet man das erste Speichersystem links des Stellglieds und das zweite Speichersystem rechts des Stellglieds an. Nimmt man beispielsweise eine herkömmliche Batterie links und einen Doppelschichtkondensator rechts und schaltet den Verbraucher an der rechten Seite an, so muss der DC/DC-Steller nur für eine kleine Leistung der Batterie ausgelegt werden, jedoch der Maschinenumrichter sehr groß dimensioniert werden, da die Spannung am DSK einbrechen und somit die Stromstärke stark ansteigen kann. Schaltet man den Verbraucher auf die Seite der Batterie, so müssen der DC/DC-Steller und der Maschinenumrichter genau entgegengesetzt dimensioniert werden. Eine Lösung ist die Verwendung eines zweiten Stellglieds, was aber in vielen Bereichen wegen des Mehrgewichts ungünstig ist. Jedoch kann so das Stellglied an der Batterie für niedrige Leistungen und hohe Energien und das Stellglied am DSK genau umgekehrt ausgelegt werden.

## Verwendung
Hybride Speichersysteme finden schon in Mobiltelefonen und Elektrofahrzeugen Verwendung. Moderne Mobiltelefone benötigen oft schnell hohe Leistungen für GPRS, Musikwiedergabe oder den Blitz für ein Foto, welche der Akkumulator nicht sofort bereitstellen kann. Dies wird durch einen DSK geglättet.